# Asociación Casa Editora Sudamericana

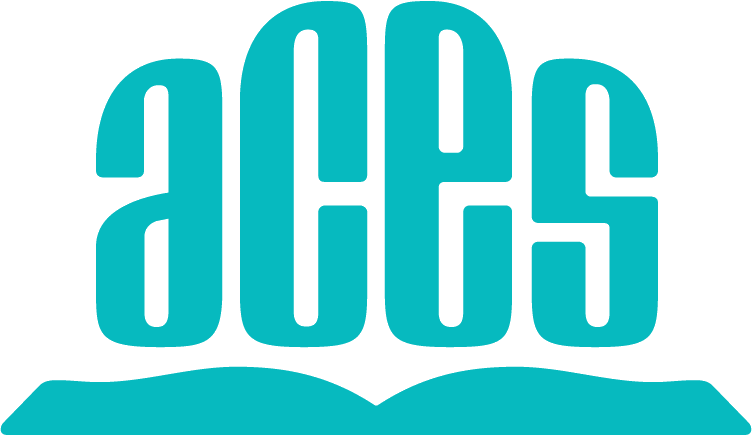
Logo de la Asociación Casa Editora Sudamericana.

La Asociación Casa Editorial Sudamericana, usualmente abreviado como ACES, es una editorial perteneciente a la Iglesia Adventista del Séptimo Día. Fue fundada en 1897, y desde entonces se dedica a producir libros, revistas y otros materiales para desarrollo de la iglesia y también para dar a conocer las creencias adventistas al resto de las personas de habla hispana.
El material que publica incluye temas de salud y vida sana, calendarios, conocimiento bíblico, creacionismo, familia, juegos bíblicos, educación - didácticos, guías de estudio de la Biblia, administración y liderazgo, Biblias, himnarios, historia y biografías, lectura infantil, lectura joven y relatos, y devocionales. 

## Historia
La historia de la Asociación Casa Editora Sudamericana comienza con la impresión de ‘’El Faro’’, en el año 1897, la cual fue la primera publicación adventista impresa en Argentina, en la Aldea Camarero, Provincia de Entre Ríos. Sin embargo, no fue hasta 1904 que se organizó legalmente y un año más tarde acoge el nombre de La Verdad y en 1906 se traslada a Florida (Buenos Aires).
En Valparaíso, Chile, la Iglesia Adventista había adquirido una imprenta en 1900. Sin embargo,  en el año 1910, se dispuso la fusión de ambas imprentas en Florida. 
La primera publicación que se editó luego de la fusión fue el número de mayo de La Revista Adventista; y el primer libro impreso fue El don de profecía, aparecido en 1910.
Antes de tener el nombre de Asociación Casa Editora Sudamericana, el cual se adoptó en 1949, la editorial tuvo los siguientes nombres: Imprenta Adventista del Plata (1908), Casa Editora Unión Sudamericana (1912), Casa Editora Sudamericana (1920).
En 1912 la editorial registró el nombre de Casa Editora Unión Sudamericana. En 1920 se reorganizó y se le suprimió del nombre la palabra Unión.
En 1921 se compró la propiedad actual (tres hectáreas). En 1949 se estableció legalmente como Asociación Casa Editora Sudamericana, designación que conserva hasta el presente.
En el año 2022 festejaron sus 125 años, siendo una de las 63 casas editoras pertenecientes a la Iglesia Adventista del Séptimo Día y presentándose como una de las 3 más grandes del mundo (junto a Brasil y Estados Unidos).

## Misión
La misión de la ACES es la siguiente:

Producir libros, revistas y otros materiales para el desarrollo espiritual de la iglesia y la difusión del evangelio eterno.
Asociación Casa Editora Sudamericana.

## Visión
La visión de la ACES es la siguiente:

Guiados por el Espíritu Santo y entregados a su servicio, vemos diseminado el mensaje adventista, en el territorio hispano de la División Sudamericana, por medio de publicaciones fieles a Dios y a su Palabra.
Asociación Casa Editora Sudamericana.

## Sucursales
- Librería Cristiana Florida,  Florida Oeste, Buenos Aires, Argentina.
- Librería Capital ACES-ABO, Palermo, Buenos Aires, Argentina.
- Librería Belgrano, Libertador San Martín, Entre Ríos, Argentina.
- Librería Corrientes ACES-AAN, Corrientes, Argentina.
- Librería Tucumán ACES-MANO, San Miguel de Tucumán,  Argentina.
- Librería ACES Santiago, Santiago, Chile.